# Ofrenda (álbum)
Ofrenda es el primer álbum de la cantante mexicana Lila Downs, previo a su carrera internacional. Fue lanzado en el año de 1994 los temas incluidos en este álbum son una colección de canciones tradicionales oaxaqueñas y de México, también contiene temas escritos por la cantante desde que comenzó su carrera. Lila Downs grabó este LP de forma independiente con el apoyo del  Instituto Oaxaqueño de las Culturas entre 1992 y 1994 ya que realizó una profunda compilación de temas del repertorio tradicional mexicano.
Con este material Downs solo se dio a conocer en algunos escenarios del Estado de Oaxaca ya que solo se presentaba en cafés, bares y clubes nocturnos de la Ciudad de Oaxaca por lo que no fue muy lejos comercialmente ya que no realizó promociones de forma masiva por lo que solo se editaron aproximadamente 1000 copias  (solamente en México). Actualmente este álbum se encuentra descatalogado y ya no forma parte de la discografía oficial de Lila Downs.
Debido a que este álbum no tuvo gran éxito comercial ni fue difundido masivamente, solo se promocionó en LP y casete, nunca se ha editado una versión en CD.

## Lista de canciones
1. «Magdalena»
2. «￼￼Nos entendemos bien»
3. «Construyendo»
4. ￼￼«Seguiré mi viaje»
5. «Vieja la noche»
6. «Noche y mar»
7. «Amándote»
8. «Jeah tu piel de cobre»
9. «Un poco más»
10. «Ofrenda»